# Anthomastus bathyproctus
Anthomastus bathyproctus är en korallart som beskrevs av Bayer 1993. Anthomastus bathyproctus ingår i släktet Anthomastus och familjen läderkoraller.
Artens utbredningsområde är Södra Ishavet. Inga underarter finns listade i Catalogue of Life.